# Gilbert Yvel
Gilbert Ramon Yvel (ur. 30 czerwca 1976 w Amsterdamie) − holenderski zawodnik mieszanych sztuk walki wagi ciężkiej oraz półciężkiej w latach 1997-2012. Walczył m.in. na japońskich galach PRIDE FC, Fighting Network Rings, Affliction oraz UFC. Znany z nokautujących ciosów i kopnięć oraz bezkompromisowego stylu walki - na 39 zwycięskich pojedynków, wszystkie kończył przed czasem, głównie nokautując rywali.

## Kariera sportowa
Yvel w czasie zawodowej kariery MMA stoczył dwa kick-bokserskie pojedynki. Pierwszą walkę stoczył w 2002 roku na gali K-1 World Grand Prix w Fukuoce, przegrał wtedy przez nokaut z Nowozelandczykiem Rayem Sefo. Drugi pojedynek stoczył 5 lat później na japońskiej gali Shoot Boxing Battle Summit Ground Zero w Tokio, zwyciężając przez techniczny nokaut z Japończykiem Yujim Sakuragim.

## Zawodowa kariera MMA
Yvel swoją zawodową karierę MMA rozpoczął 2 lutego 1997 roku na gali Rings Holland, pokonując Roba van Leeuwena przez TKO.
W ciągu niecałych dwóch lat stoczył osiem pojedynków, wszystkie wygrywając przed czasem. Pierwszą zawodową porażkę doznał 12 kwietnia 1998 roku, przegrywając przez nokaut z Bobem Schrijberem.
W latach 1998–2000 walczył głównie na japońskich i holenderskich galach RINGS. W tym czasie zanotował kilka znaczących zwycięstw m.in. nad Valentijnem Overeemem, Tsuyoshi Kohsaką(dwukrotnie) oraz Semmy Schiltem. Został również mistrzem RINGS w wadze otwartej, pokonując w mistrzowskiej walce Kiyoshiego Tamurę.

### PRIDE FC
4 czerwca 2000 roku stoczył swój pierwszy pojedynek w japońskiej organizacji PRIDE. Przeciwnikiem Yvela na gali PRIDE 9 był zawodnik UFC Vitor Belfort. Po dwurundowym pojedynku sędziowie jednogłośnie ogłosili zwycięzcą Belforta.
Na gali PRIDE 10, która odbyła 27 sierpnia 2000 roku, szybko znokautował wysokim kopnięciem Kanadyjczyka Gary’ego Goodridge'a. Po tym efektownym zwycięstwie na następnej gali zestawiono go z kolejnym zawodnikiem UFC Wanderleiem Silvą. Walka została przerwana po niecałej minucie wskutek nieprzepisowego kopnięcia w krocze rywala przez Yvela i ogłoszono no-contest (nieodbyta) gdyż Brazylijczyk nie mógł kontynuować pojedynku. Przez następne lata, stoczył dla PRIDE jeszcze siedem pojedynków, wygrywając tylko jeden. Przegrywał kolejno z Kazuyuki Fujitą, Ihorem Wowczanczynem, Donem Frye, Jeremy Hornem, Ikuhisą Minową i Romanem Ziencowem. Dopiero w 2007 roku na ostatniej gali PRIDE 34 (japońska organizacja PRIDE została kupiona w 2007 roku przez ZUFFA - właściciela UFC i w tym samym roku rozwiązana) wygrał swój drugi pojedynek w organizacji, pokonując Akirę Shojiego przez TKO.
W latach 2000–2007, poza pojedynkami w PRIDE, walczył m.in. na holenderskich galach 2 hot 2 handle, It’s Showtime oraz rosyjskich M-1 Global, notując cenne zwycięstwa m.in. nad Ibragimem Magomiedowem i Cheickiem Kongo.

### Lata 2007–2008
Po rozwiązaniu PRIDE przez ZUFFA, Yvel został wolnym agentem. W tym czasie walczył na mniejszych galach i imprezach MMA, wygrywając m.in. z Polakiem Michałem Kitą. 24 stycznia 2009 roku stoczył walkę na gali Affliction: Day of Reckoning. Jego przeciwnikiem był, były mistrz UFC Josh Barnett. W trzeciej rundzie Barnett po nawale ciosów zmusił Yvela do poddania się.
Na gali Ultimate Chaos która odbyła się 27 czerwca 2009 roku Yvel znokautował Pedro Rizzo.

### UFC
2 stycznia 2010 roku Yvel zadebiutował w UFC na gali 108, przegrywając z Brazylijczykiem Junior dos Santosem. Kolejne dwa pojedynki w organizacji przegrał (m.in. z Benem Rothwellem i został z niej zwolniony.

### RFA
Po zwolnieniu z UFC, Yvell związał się z nowo powstałą organizacją Resurrection Fighting Alliance. Na inauguracyjnej gali, która odbyła się 16 grudnia 2011 roku, pokonał przez TKO Damiana Dantibo. Na kolejnej gali która odbyła się 30 marca 2012, wygrał z Houstonem Alexandrem przez nokaut w 1. rundzie.
Następny jego pojedynek w RFA był planowany na 2 listopada z Brazylijczykiem Marcio Cruz mającym na swoim koncie zwycięstwa m.in. nad Frankiem Mirem i Rafaelem Cavalcante, ale ostatecznie nie doszło do ich starcia.
30 czerwca 2013 roku, w dzień swoich urodzin, Yvel poinformował media o zakończeniu kariery zawodnika MMA. Trzy lata po ogłoszeniu końca kariery, wrócił do klatki, tocząc 19 listopada 2016 zwycięski pojedynek z byłym mistrzem UFC Ricco Rodriguezem.

## Kontrowersyjne zachowanie
Yvel podczas swojej dotychczasowej kariery zanotował kilka skandalicznych zachowań. W 1998 roku podczas pojedynku ugryzł swojego rywala Karimułę Barkałajewa w ucho i został zdyskwalifikowany (po tym zajściu Yvel jest porównywany do Mike’a Tysona, który w 1997 roku odgryzł kawałek ucha Evanderowi Holyfieldowi). W 2001 roku, na gali PRIDE 16 włożył palec do oka Amerykaninowi Donowi Frye, zostając zdyskwalifikowanym. W listopadzie 2004, na fińskiej gali Fight Festival stoczył pojedynek z Atte Backmanem. Pojedynek głównie toczył się w klinczu, sędzia ringowy kilkukrotnie rozdzielał zawodników i wznawiał walkę. Przy jednej z interwencji sędziego by rozdzielić obu zawodników, Yvel niespodziewanie uderzył pięścią sędziego w twarz, a następnie kopnął gdy leżał na ziemi. Po tym pojedynku Yvel został zdyskwalifikowany na sześć lat.
W 2007 roku miał stoczyć pojedynek z Siergiejem Charitonowem na gali PRIDE 33, ale pojedynek został odwołany z powodu odmówienia wydania licencji przez amerykańską komisję licencyjną Nevada State Athletic Commission (NSAC) ze względu na jego niesportowe zachowania z przeszłości.
W 2009 roku Yvel miał stanąć do walki z Joshem Barnettem na gali Affliction. Ponownie rozpoczęła się debata, czy wydać Yvelowi licencję na walkę. Po kilku próbach uzyskania licencji kalifornijska komisja CSAC przyznała ostatecznie Holendrowi pozwolenie (na trzy dni przed walką z Barnettem).
W październiku 2009 komisja NSAC ponownie odmówiła przyznania Holendrowi standardowej licencji zawodniczej w stanie Nevada, ale przyznała mu ograniczoną, ze względu na dobre zachowanie od pamiętnego wydarzenia z 2004 roku. Ograniczona licencja pozwalała Yvelowi na stoczenie tylko jednej walki w roku w stanie Nevada.

## Osiągnięcia
- 1997: M-1 MFC - World Championship - 1. miejsce w turnieju wagi półciężkiej
- 1998: KO Power Tournament - finalista turnieju
- 1999: Mistrz Superfight World Vale Tudo Championship[7]
- 2000: Mistrz RIGNS w wadze otwartej
- 2002: Mistrz Świata International Mix-Fight Association (IMA) w wadze +100 kg[8]

## Poza sportem
Yvel próbował swoich sił jako sędzia ringowy. Sędziował m.in. rosyjskie gale M-1.